# Diocesi di Kano
La diocesi di Kano (in latino: Dioecesis Kanensis) è una sede della Chiesa cattolica in Nigeria suffraganea dell'arcidiocesi di Kaduna. Nel 2023 contava 254.200 battezzati su 14.325.400 abitanti. È retta dal vescovo John Niyiring, O.S.A.

## Territorio
La diocesi comprende gli stati nigeriani di Jigawa e Kano.
Sede vescovile è la città di Kano, dove si trova la cattedrale di Nostra Signora di Fatima.
Il territorio è suddiviso in 36 parrocchie.

## Storia
La missione sui iuris di Kano fu eretta il 22 marzo 1991, ricavandone il territorio dall'arcidiocesi di Kaduna.
Il 15 dicembre 1995 la missione sui iuris fu elevata a vicariato apostolico con la bolla Cum Missio di papa Giovanni Paolo II.
Il 22 giugno 1999 il vicariato apostolico è stato elevato a diocesi con la bolla Dilectas Afras dello stesso papa Giovanni Paolo II.
Il 29 aprile 2012, nell'ambito dei frequenti scontri religiosi in Nigeria, un attentato esplosivo ha provocato la morte di sedici persone che assistevano alla Messa presso l'università.

## Cronotassi dei vescovi
Si omettono i periodi di sede vacante non superiori ai 2 anni o non storicamente accertati.
- John Francis Brown, S.M.A. (22 marzo 1991 - 15 dicembre 1995 dimesso)
- Patrick Francis Sheehan, O.S.A. † (5 luglio 1996 - 20 marzo 2008 ritirato)
- John Niyiring, O.S.A., dal 20 marzo 2008

## Statistiche
La diocesi nel 2023 su una popolazione di 14.325.400 persone contava 254.200 battezzati, corrispondenti all'1,8% del totale.
| anno | popolazione | popolazione | popolazione | presbiteri | presbiteri | presbiteri | presbiteri                | diaconi | religiosi | religiosi | parrocchie |
| anno | battezzati  | totale      | %           | numero     | secolari   | regolari   | battezzati per presbitero | diaconi | uomini    | donne     | parrocchie |
| ---- | ----------- | ----------- | ----------- | ---------- | ---------- | ---------- | ------------------------- | ------- | --------- | --------- | ---------- |
| 1999 | 105.913     | 6.390.000   | 1,7         | 25         | 16         | 9          | 4.236                     |         | 9         | 12        | 20         |
| 2000 | 110.202     | 8.688.604   | 1,3         | 25         | 17         | 8          | 4.408                     |         | 8         | 11        | 22         |
| 2001 | 127.809     | 8.688.604   | 1,5         | 25         | 17         | 8          | 5.112                     |         | 8         | 11        | 22         |
| 2002 | 126.610     | 8.688.604   | 1,5         | 30         | 21         | 9          | 4.220                     |         | 9         | 11        | 24         |
| 2003 | 120.622     | 8.688.604   | 1,4         | 31         | 20         | 11         | 3.891                     |         | 11        | 14        | 24         |
| 2004 | 123.984     | 8.688.604   | 1,4         | 33         | 23         | 10         | 3.757                     |         | 10        | 12        | 28         |
| 2006 | 130.000     | 9.178.000   | 1,4         | 34         | 29         | 5          | 3.823                     |         | 6         | 17        | 29         |
| 2013 | 194.000     | 10.954.000  | 1,8         | 47         | 39         | 8          | 4.127                     |         | 8         | 16        | 36         |
| 2016 | 207.000     | 11.682.000  | 1,8         | 42         | 34         | 8          | 4.928                     |         | 8         | 12        | 36         |
| 2019 | 226.640     | 12.790.400  | 1,8         | 42         | 36         | 6          | 5.396                     |         | 6         | 19        | 36         |
| 2021 | 239.970     | 13.542.880  | 1,8         | 40         | 34         | 6          | 5.999                     |         | 6         | 18        | 36         |
| 2023 | 254.200     | 14.325.400  | 1,8         | 44         | 38         | 6          | 5.777                     |         | 6         | 13        | 36         |